# Araneus acusisetus
Araneus acusisetus är en spindelart som beskrevs av Zhu och Song 1994. Araneus acusisetus ingår i släktet Araneus och familjen hjulspindlar. Inga underarter finns listade i Catalogue of Life.